# Supercoppa d'Angola
La Supercoppa d'Angola (pt: SuperTaça de Angola) è una competizione calcistica annuale che vede affrontarsi le squadre vincitrici della Girabola e della Coppa d'Angola. Il torneo fu istituito nel 1985.

## Albo d'oro
| Anno | Campione             | Ris.               | Finalista            |
| ---- | -------------------- | ------------------ | -------------------- |
| 1985 | Primeiro de Maio     | 1-0, 4-1           | Ferroviário da Huíla |
| 1986 | Interclube           | 1-0, 1-0           | Petro Atlético       |
| 1987 | Petro Atlético       | 1-0, 1-0           | Petro Atlético       |
| 1988 | Petro Atlético       | 1-0, 1-2           | Ferroviário da Huíla |
| 1989 | non disputata        | non disputata      | non disputata        |
| 1990 | non disputata        | non disputata      | non disputata        |
| 1991 | Primeiro de Agosto   | -                  | Petro Atlético       |
| 1992 | Primeiro de Agosto   | 1-0, 2-1           | Petro Atlético       |
| 1993 | Petro Atlético       | 1-1, 2-2           | Primeiro de Agosto   |
| 1994 | Petro Atlético       | 0-0, 1-0           | Aviação              |
| 1995 | Independente Tômbwa  | 3-3, 0-0, 1-0      | Petro Atlético       |
| 1996 | Aviação              | 1-1, 4-2           | Petro Atlético       |
| 1997 | Primeiro de Agosto   | 1-1, 1-0           | Progresso            |
| 1998 | Primeiro de Agosto   | 0-0, 1-0           | Petro Atlético       |
| 1999 | Primeiro de Agosto   | 2-2, 4-0           | Petro Atlético       |
| 2000 | Primeiro de Agosto   | 0-0, 3-0           | Sagrada Esperança    |
| 2001 | Interclube           | 1-1, 1-0           | Petro Atlético       |
| 2002 | Petro Atlético       | 5-1, 1-1           | Atlético do Namibe   |
| 2003 | Aviação              | 1-1, 0-0 (5-4 dtr) | Petro Atlético       |
| 2004 | Aviação              | 4-1, 2-0           | Interclube           |
| 2005 | Aviação              | 3-1, 2-0           | Atlético do Namibe   |
| 2006 | Aviação              | 0-0, 2-1           | Sagrada Esperança    |
| 2007 | Benfica Luanda       | [ 1 ]              | Primeiro de Maio     |
| 2008 | Interclube           | 1-0, 2-1           | Primeiro de Maio     |
| 2009 | Santos               | 2-0, 1-2           | Petro Atlético       |
| 2010 | Primeiro de Agosto   | 2-1, 1-1           | Petro Atlético       |
| 2011 | Aviação              | 0-0, 1-0           | Interclube           |
| 2012 | Interclube           | 1-0, 1-1           | Recreativo do Libolo |
| 2013 | Petro Atlético       | 1-0, 1-1           | Recreativo do Libolo |
| 2014 | Kabuscorp            | 3-1                | Petro Atlético       |
| 2015 | Recreativo do Libolo | 0-0 (4-2 dtr)      | Benfica Luanda       |
| 2016 | Recreativo do Libolo | 6-0                | Bravos do Maquis     |
| 2017 | Primeiro de Agosto   | 1-0                | Recreativo do Libolo |
| 2018 | Primeiro de Agosto   | cancellata         | Petro Atlético       |
| 2019 | Primeiro de Agosto   | 0-1, 2-0           | Desportivo Huíla     |
| 2020 | non disputata        | non disputata      | non disputata        |
| 2021 | Sagrada Esperança    | 0-0 (4-3 dtr)      | Petro Atlético       |
| 2022 | Desportivo Huíla     | 0-0 (3-1 dtr)      | Petro Atlético       |
| 2023 | Petro Atlético       | 1-0                | Académica Lobito     |
| 2024 | Petro Atlético       | 1-1 (5-4 dtr)      | Bravos do Maquis     |

## Vittorie per squadra
| Squadra              | Vittorie | Finali perse |
| -------------------- | -------- | ------------ |
| Primeiro de Agosto   | 9        | 2            |
| Petro Atlético       | 8        | 16           |
| Aviação              | 6        | 1            |
| Interclube           | 4        | 2            |
| Recreativo do Libolo | 2        | 3            |
| Sagrada Esperança    | 1        | 2            |
| Benfica Luanda       | 1        | 1            |
| Desportivo Huíla     | 1        | 1            |
| Primeiro de Maio     | 1        | 1            |
| Independente Tômbwa  | 1        | -            |
| Santos               | 1        | -            |
| Kabuscorp            | 1        | -            |